# Championnat d'Asie de rink hockey 1989
Navigation
Championnat d'Asie 1987 Championnat d'Asie 1991
Le Championnat d'Asie de rink hockey 1989 est la 3e édition de la compétition organisée par la Confederation of Asia Roller Sports et réunissant les meilleures nations asiatiques. Cette édition a lieu en Chine.
L'équipe du Japon remporte son second titre, devant Macao et l'Inde. 

## Classement
|   | Equipe   | PT | J | G | N | P | BP | BC | Diff. |
| - | -------- | -- | - | - | - | - | -- | -- | ----- |
| 1 | Japon    | ?  | ? | ? | ? | ? | ?  | ?  | ?     |
| 2 | Macao    | ?  | ? | ? | ? | ? | ?  | ?  | ?     |
| 3 | Inde     | ?  | ? | ? | ? | ? | ?  | ?  | ?     |
| 4 | Pakistan | ?  | ? | ? | ? | ? | ?  | ?  | ?     |

## Source de la traduction
- (it) Cet article est partiellement ou en totalité issu de l’article de Wikipédia en italien intitulé « Roller Hockey Asia Cup 1989 » (voir la liste des auteurs).